# Acalolepta aurata
Acalolepta aurata là một loài bọ cánh cứng trong họ Cerambycidae.